# Lisi Wąwóz

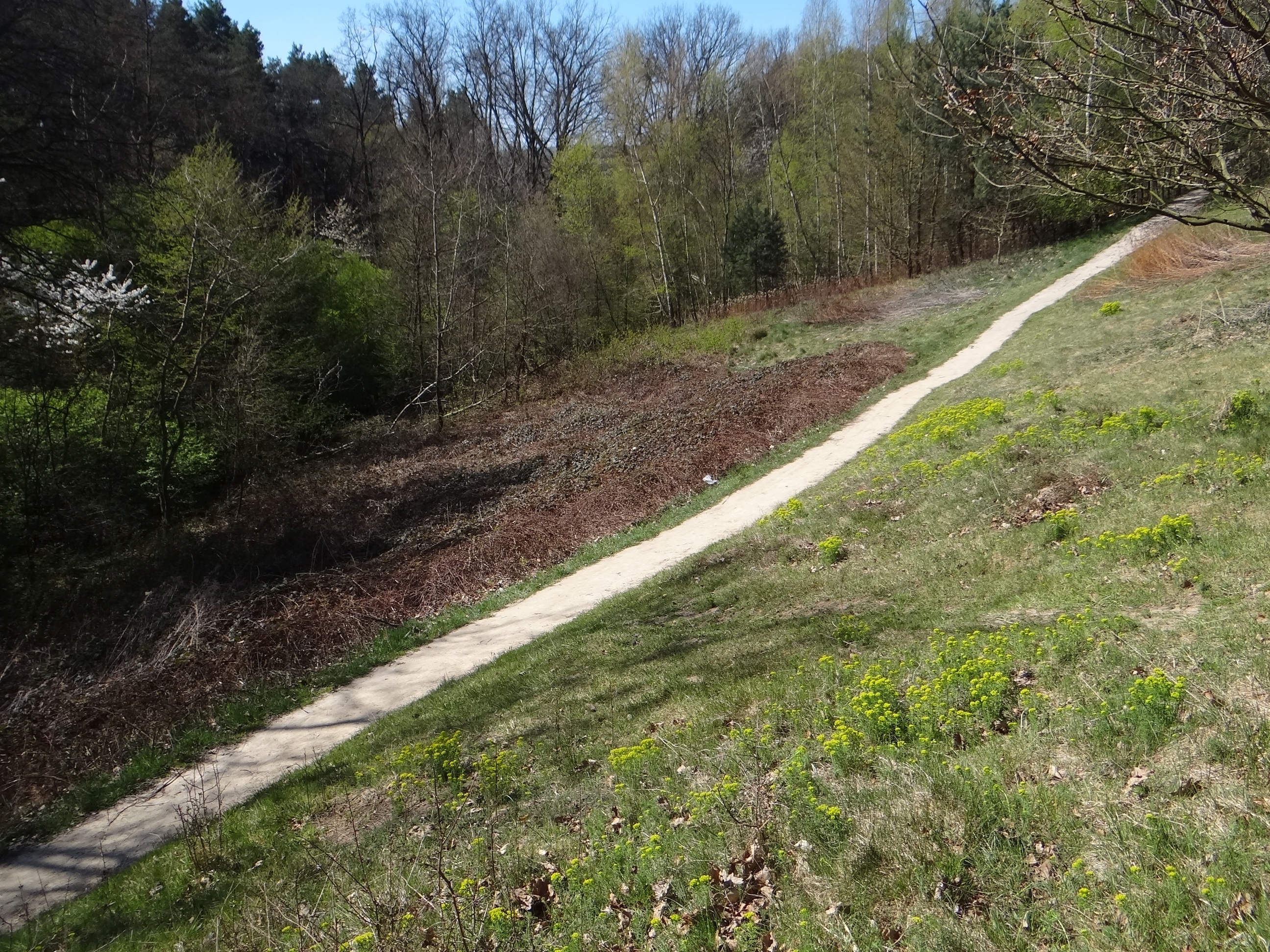

Lisi Wąwóz – dolinka wcinająca się w południowo-zachodnie zbocza wzniesienia Skała na Pogórzu Ciężkowickim. Opada w kierunku południowo-zachodnim do doliny rzeki Białej i ma wylot tuż powyżej skały Czarownica. Znajduje się w obrębie rezerwatu przyrody Skamieniałe Miasto i  przebiega przez nią znakowany szlak turystyczny. W górnej części Lisiego Dołu znajdują się skały Piramidy i Borsuk, a pomiędzy nimi jest trawiasty stok, który przecina szlak turystyczny.